# Viktor Lorenc
Viktor Lorenc (23. srpna 1843, Kroměříž – 21. srpna 1915, Levoča) byl strojírenský odborník, vynálezce a horolezec.

## Rodina
Jeho otcem byl František Lorenc, učitel a hudební skladatel, matkou Františka, rozená Eichlerová. Měl 5 sourozenců.
Měl 2 manželky, první z nich byla Želmíra, rozená Hurbanová a druhá byla Gizela, rozená Gráfová. Měl 5 synů.

## Biografie
V letech 1849–1854 navštěvoval obecnou školu, v letech 1854–1848 reálku v Kroměříži a následně v letech 1858–1862 ve Vídni. Pokračoval studiem techniky ve Vídni (1862–1868), kterou ukončil v roce 1868 titulem inženýr.
Pracoval ako pracovník techniky ve Vídni (1868–1870), inženýr Hornouherské železářské společnosti v Krompachu (1870–1889), v letech 1889–1909 vedl technickou kancelář v Budapešti, od roku 1905 podnikal.
Angažoval se ve slovenském národním hnutí. Od roku 1861 byl člen Slovenskej studentské společnosti, od roku 1863 Slávie ve Vídni.
Je autorem několika vynálezů a patentů, v roce 1890 přispěl k modernizaci železáren v Krompachu. Usiloval se o zvýšení povědomí o zdravotním stavu horníků; podnikání v oblasti klimatické léčby však nebylo úspěšné.
Jako horolezec uskutečnil několik prvovýstupů (z Morskieho oka do Žabieho sedla a jiné.), propagoval horolezectví a zimní turistiku.